# Голя (Лодзинське воєводство)
Голя (пол. Gola) — село в Польщі, у гміні Болеславець Верушовського повіту Лодзинського воєводства.
Населення — 163 особи (2011).
У 1975-1998 роках село належало до Каліського воєводства.

## Демографія
Демографічна структура станом на 31 березня 2011 року:
|          | Загалом | Допрацездатний вік | Працездатний вік | Постпрацездатний вік |
| -------- | ------- | ------------------ | ---------------- | -------------------- |
| Чоловіки | 78      | 11                 | 58               | 9                    |
| Жінки    | 85      | 16                 | 45               | 24                   |
| Разом    | 163     | 27                 | 103              | 33                   |